# Recloses
 Recloses  es una comuna y población de Francia, en la región de Isla de Francia, departamento de Sena y Marne, en el distrito de Fontainebleau y cantón de La Chapelle-la-Reine.
Su población en el censo de 1999 era de 600 habitantes.
No está integrada en ninguna Communauté de communes u organismo similar.

## Demografía
| 504 | 474 | 410 | 507 | 519 | 600 |
| Para los censos de 1962 a 1999 la población legal corresponde a la población sin duplicidades (Fuente: INSEE [Consultar]) |     |     |     |     |     |